# Phillip Allen Sharp
Phillip Allen Sharp (Falmouth, 6 de junho de 1944) é um biologista molecular estadunidense.
Foi agraciado, juntamente com o britânico Richard Roberts, com o Nobel de Fisiologia ou Medicina de 1993, pela descoberta da existência de segmentos do ácido desoxirribonucleico que não têm função codificadora na elaboração de uma determinada proteína.

## Biografia
Sharp nasceu em Falmouth, Kentucky, filho de Kathrin (Colvin) e Joseph Walter Sharp.  Ele se casou com Ann Holcombe em 1964, e eles têm três filhas.
Sharp estudou no Union College e se formou em química e matemática, depois completando seu Ph.D. em química na Universidade de Illinois em Urbana-Champaign em 1969. Após seu Ph.D., ele fez seu treinamento de pós-doutorado no Instituto de Tecnologia da Califórnia até 1971, onde estudou plasmídeos.  Mais tarde, ele estudou a expressão gênica em células humanas no Laboratório Cold Spring Harbor como cientista sênior sob James D. Watson.
Em 1974, foi-lhe oferecido um cargo no MIT pelo biólogo Salvador Luria. Ele foi diretor do Centro de Pesquisa do Câncer do MIT (agora Instituto Koch de Pesquisa Integrativa do Câncer) de 1985 a 1991; chefe do departamento de Biologia de 1991 a 1999; e fundador e diretor do McGovern Institute for Brain Research de 2000 a 2004.  Em 1995, o FBI confirmou que Sharp recebeu uma carta de Ted Kaczynski, insinuando que Sharp se tornaria um alvo do Unabomber por causa de seu trabalho em genética, afirmando que "seria benéfico para sua saúde parar sua pesquisa em genética".
Atualmente é Professor Emérito do Instituto MIT e Professor Emérito de Biologia e membro do Instituto Koch, e foi Professor do Instituto, o mais alto posto do corpo docente do MIT, desde 1999.  Ele também é o presidente do conselho consultivo da MIT Jameel Clinic. Sharp co-fundou a Biogen, Alnylam Pharmaceuticals e Magen Biosciences, e atuou nos conselhos das três empresas.

## Publicações selecionadas
- Petersen C.P.; Bordeleau M.E.; Pelletier J.; Sharp P.A. (2006). «Short RNAs Repress Translation after Initiation in Mammalian Cells». Mol Cell. 21 (4): 533–42. PMID 16483934. doi:10.1016/j.molcel.2006.01.031

- Cheng C.; Sharp P.A. (2006). «Regulation of CD44 Alternative Splicing by SRm160 and its Potential Role in Tumor Cell Invasion». Mol Cell Biol. 26 (1): 362–70. PMC 1317625. PMID 16354706. doi:10.1128/MCB.26.1.362-370.2006

- Tantin D.; Schild-Poulter C.; Wang V.; Hache R.J.; Sharp P.A. (2005). «The Octamer Binding Transcription Factor Oct-1 is a Stress Sensor». Cancer Res. 65 (23): 10750–8. PMID 16322220. doi:10.1158/0008-5472.CAN-05-2399

- Grishok A.; Sharp P.A. (2005). «Negative Regulation of Nuclear Divisions in Caenorhabditis Elegans by Retinoblastoma and RNA Interference-related Genes». Proc Natl Acad Sci U S A. 102 (48): 17360–5. Bibcode:2005PNAS..10217360G. PMC 1297700. PMID 16287966. doi:10.1073/pnas.0508989102

- Sharp P.A. (2005). «1918 Flu and Responsible Science». Science. 310 (5745). 17 páginas. PMID 16210500. doi:10.1126/science.310.5745.17

- Miskevich F.; Doench J.G.; Townsend M.T.; Sharp P.A.; Constantine-Paton M. (2006). «RNA Interference of Xenopus NMDAR NR1 in vitro and in vivo». J Neurosci Methods. 152 (1–2): 65–73. PMID 16182372. doi:10.1016/j.jneumeth.2005.08.010

- Hong J.H.; Hwang E.S.; McManus M.T.; Amsterdam A.; Tian Y.; Kalmukova R.; Mueller E.; Benjamin T.; Spiegelman B.M.; Sharp P.A.; Hopkins N.; Yaffe M.B. (2005). «TAZ, a Transcriptional Modulator of Mesenchymal Stem Cell Differentiation». Science. 309 (5737): 1074–8. Bibcode:2005Sci...309.1074H. PMID 16099986. doi:10.1126/science.1110955

- Houbaviy H.B.; Dennis L.; Jaenisch R.; Sharp P.A. (2005). «Characterization of a Highly Variable Eutherian microRNA Gene». RNA. 11 (8): 1245–57. PMC 1370808. PMID 15987809. doi:10.1261/rna.2890305

- Sharp P.A. (2005). «The Discovery of Split Genes and RNA Splicing». Trends Biochem. Sci. 30 (6): 279–81. PMID 15950867. doi:10.1016/j.tibs.2005.04.002

- Johnson D.M.; Yamaji S.; Tennant J.; Srai S.K.; Sharp P.A. (2005). «Regulation of Divalent Metal Transporter Expression in Human Intestinal Epithelial Cells Following Exposure to Non-haem Iron». FEBS Lett. 579 (9): 1923–9. PMID 15792797. doi:10.1016/j.febslet.2005.02.035

- Neilson J.R.; Sharp P.A. (2005). «Herpesviruses Throw a Curve Ball: New Insights into microRNA Biogenesis and Evolution». Nat Methods. 2 (4): 252–4. PMID 15782215. doi:10.1038/nmeth0405-252

- Grishok A.; Sinskey J.L.; Sharp P.A. (2005). «Transcriptional Silencing of a Transgene by RNAi in the Soma of C. elegans». Genes Dev. 19 (6): 683–96. PMC 1065722. PMID 15741313. doi:10.1101/gad.1247705

- Sharp P.A.; Sharp, P (2005). «Phillip Sharp Discusses RNAi, Nobel Prizes and Entrepreneurial Science». Drug Discov Today. 10 (1): 7–10. PMID 15676292. doi:10.1016/S1359-6446(04)03329-X

- Lee K.B.; Sharp P.A. (2004). «Transcription-dependent Polyubiquitination of RNA Polymerase II Requires Lysine 63 of Ubiquitin». Biochemistry. 43 (48): 15223–9. PMID 15568815. doi:10.1021/bi048719x

- Mansfield J.H.; Harfe B.D.; Nissen R.; Obenauer J.; Srineel J.; Chaudhuri A.; Farzan-Kashani R.; Zuker M.; Pasquinelli A.E.; Ruvkun G.; Sharp P.A.; Tabin C.J.; McManus M.T. (2004). «MicroRNA-responsive 'Sensor' Transgenes Uncover Hox-like and Other Developmentally Regulated Patterns of Vertebrate MicroRNA Expression». Nat. Genet. 36 (10): 1079–83. PMID 15361871. doi:10.1038/ng1421

- Fairbrother W.G.; Holste D.; Burge C.B.; Sharp P.A. (2004). «Single Nucleotide Polymorphism-based Validation of Exonic Splicing Enhancers». PLOS Biol. 2 (9): E268. PMC 514884. PMID 15340491. doi:10.1371/journal.pbio.0020268

- Novina C.D.; Sharp P.A. (2004). «The RNAi Revolution». Nature. 430 (6996): 161–4. Bibcode:2004Natur.430..161N. PMID 15241403. doi:10.1038/430161a

- Ventura A.; Meissner A.; Dillon C.P.; McManus M.; Sharp P.A.; Van Parijs L.; Jaenisch R.; Jacks T. (2004). «Cre-lox-regulated Conditional RNA Interference from Transgenes». Proc Natl Acad Sci U S A. 101 (28): 10380–5. Bibcode:2004PNAS..10110380V. PMC 478580. PMID 15240889. doi:10.1073/pnas.0403954101